# Shabbir Siddiquie
Shabbir Siddiquie (bengalisch সাব্বির সিদ্দিকী; * 1951 in Bangladesch) ist ein deutscher Filmproduzent und Regisseur von Dokumentarfilmen, der in Bochum lebt.

## Leben und Wirken
Shabbir Siddiquie absolvierte an der University of the Punjab in Lahore sein Studium im Fachbereich Geografie mit dem Schwerpunkt Stadtplanung. 1971 flüchtete er während des Bangladesch-Krieges nach Deutschland und kam über Umwege nach Bochum, wo er an der Ruhr-Universität studieren wollte. Obwohl er weder Pass noch Unterlagen von seiner Heimatuniversität oder eine Zulassung für eine deutsche Universität hatte, konnte er dem damaligen Rektor Kurt Biedenkopf persönlich seine Problemlage schildern und wurde unbürokratisch für das Studium angenommen. Siddiquie studierte Geografie mit Schwerpunkt Stadtplanung und Entwicklungspolitik an der Universität Bochum und Filmdesign in Dortmund.
Er war nach dem Studium neben seiner Tätigkeit als Dokumentarfilmer als Berater für Entwicklungshilfe und -politik an der Ruhr-Universität Bochum tätig. Seine ersten Filme waren Beiträge für den WDR. Neben dem Studium organisierte er Spielfilmreihen mit Filmen aus Ägypten und Bangladesch in über 10 verschiedenen deutschen Städten.
Der thematische Schwerpunkt von Siddiquies Filmen liegt auf Städten, die unter Denkmalschutz und dem UNESCO-Weltkulturerbe stehen. Sein Film Rettet die Altstadt von Sanaa ist der erste Teil der dreiteiligen Serie über Sanaa und einer von 6 Filmen, die er über die Stadt Sanaa und das Umland machte, und die vom WDR ausgestrahlt wurden. Der Film wurde vom Auswärtigen Amt in Bonn, der EG und der UNESCO mitfinanziert. Der Film gewann den Preis des Festivals Media save Art in der deutschen Akademie Villa Massimo in Rom. Die 90-min-Fassung Save Sanaa wurde mit dem Preis der „Europäische Kulturbühne 91“ ausgezeichnet.
Der Film Quedlinburg – Ein Erbe für morgen wurde vom ZDF in über 14 Ländern ausgestrahlt.

## Filmografie (Auswahl)
- 1980–1988: diverse Reportagen, Fernseh- und Rundfunkbeiträge für den WDR
- 1991: Rettet die Altstadt von Sanaa, (45 min) – Regie, Produktion (WDR)
- 1991: Save Sanaa, (90 min) – Regie, Produktion (WDR)
- 1992: Punier, Rumider, Römer – Geschichte Karthagos, (45 min) – Regie, Produktion (BR)
- 1994: Erfurt – Stadt der Türme, (90 min) – Regie, Produktion (BR)
- 1998: Quedlinburg – Ein Erbe für morgen, (45 min) – Regie, Produktion, (ZDF)
- 2010: New Pott / 100 Lichter / 100 Gesichter, (Regie: Mischa Kuball), WDR – Darsteller

## Auszeichnungen
- 1991: Gewinner des Preises „Europäische Kulturbühne 91“ für Save Sanaa
- 1991: Auszeichnung in der deutschen Akademie „Villa Massimo“ beim Festival „Media Safe Art“ für Rettet die Altstadt von Sanaa

## Bibliografie
- 1992: Rettet die Altstadt von Sanaa (Begleitbuch zum Film), Herausgeber: Bayrische Landesamt für Denkmalpflege